# Stehøi
De Stehøi is een berg behorende bij de gemeente Lom in de provincie Oppland in Noorwegen. De berg, gelegen in Nationaal park Jotunheimen, heeft een hoogte van 1885 meter.
De Stehøi is onderdeel van het gebergte Jotunheimen.